# Humboldtprisen
Humboldtprisen, er en pris givet af Alexander von Humboldt Fonden til internationalt anerkendte forskere og studerende, og værdiansættes i øjeblikket til 447.000 kroner med mulighed for yderligere støtte i løbet af prisvinderen liv. Op til hundrede af sådanne udmærkelser ydes hvert år. Nomineringer skal indsendes af etablerede akademikere i Tyskland.
Prisen er opkaldt efter den afdøde tyske naturvidenskabsmand og opdagelsesrejsende Alexander von Humboldt.

## Tidligere modtagere

### Biologi
- Günter Blobel
- Serge Daan
- Daniel Gianola
- Hendrikus Granzier
- Dan Graur
- Bert Hölldobler
- Sergej Nedospasov
- Hans Othmer
- Thomas Dyer Seeley
- Günter P. Wagner
- Rüdiger Wehner
- Axel Michelsen

### Kemi
- Jens Peder Dahl

- Anthony J. Arduengo III
- Paul Josef Crutzen
- Robert F. Curl
- John Bennett Fenn
- Walter Gilbert
- Robert H. Grubbs
- Narayan Hosmane
- Jean-Marie Lehn
- Rudolph Marcus
- James Cullen Martin
- Debashis Mukherjee
- John Anthony Pople
- Julius Rebek
- Richard R. Schrock
- Peter Schwerdtfeger
- Oktay Sinanoğlu
- Kenji Ohmori
- Thomas Zemb
- Yoshitaka Tanimura
- Ahmed H. Zewail

### Datalogi
- Michael Fellows
- Leonid Levin
- Manindra Agrawal
- Ken Forbus[3]

### Økonomi
- Gérard Debreu
- Hal Varian
- Ronald Shephard

### Sprogforskning
- Matthew S. Dryer
- Jaklin Kornfilt
- Jan Ulrich Sobisch

### Ledelse
- Timothy M. Devinney

### Matematik
- Dmitri Anosov
- Spencer J. Bloch
- Alexandre Eremenko
- Christian Genest
- Dima Grigoriev
- Victor Guillemin
- Toshiyuki Kobayashi
- Robert Langlands
- Steffen Lauritzen
- Benoît Mandelbrot
- Arnold Mandell
- Grigory Margulis
- Vladimir Maz'ya
- Curtis T. McMullen
- Alexander Merkurjev
- John Milnor
- Teimuraz Pirashvili
- Shayle R. Searle
- Elias M. Stein
- Anatoly Vershik
- Ernest Borisovich Vinberg
- Shing-Tung Yau
- Marc Yor

### Lægevidenskab
- Fritz Albert Lipmann
- Stanley B. Prusiner

### Filosofi
- Colin Allen
- Panagiotis Kondylis
- Michael Friedman
- Jeff Malpas
- John Perry
- R. Jay Wallace

### Fysik
- Girish Agarwal
- Wolfgang Bauer
- Nicolaas Bloembergen
- Robert W. Boyd
- Ali Chamseddine
- Subrahmanyan Chandrasekhar
- Steven Chu,
- Predrag Cvitanović
- Donald D. Clayton
- Hans Dehmelt
- Durmus A. Demir
- Pierre-Gilles de Gennes
- Roy J. Glauber
- Chris Greene
- John L. Hall
- Theodor W. Hänsch
- Robert Hofstadter
- John W. Harris
- Kyozi Kawasaki
- Jihn E. Kim
- Masatoshi Koshiba
- Herbert Kroemer
- Jagdish Mehra
- Rabindra Mohapatra
- Pran Nath
- Holger Bech Nielsen
- Hirosi Ooguri
- Valery Pokrovsky
- Alfred Saupe
- Arthur L. Schawlow
- Julian Schwinger
- Clifford G. Shull
- Ching W. Tang
- Anthony William Thomas
- Gary Westfall
- Paul Wiegmann
- M. Suhail Zubairy
- Gia Dvali